# Centre de Belles Arts Luis A. Ferré
El Centre de Belles Arts Luis A. Ferré —Centro de Bellas Artes Luis A. Ferré, CBA (castellà)— és un centre multiús d'actuació inaugurat el 9 d'abril de 1981, ubicat al barri de Santurce de San Juan, Puerto Rico. Presenta tres sales principals de concerts i teatre per fer representacions, ballet, òperes i concerts. Va ser rebatejat el 1994 amb el nom del polític i filantrop porto-riqueny Luis A. Ferré.
El Centre disposa dels següents sales: 
- Antonio Paoli Sala de Festival, dedicada al cantant d'òpera porto-riqueny, és la sala més gran del Centre. Entre 1875 i 1945 places.
- Sala de Teatre René Marqués, dedicada al dramaturg i assagista porto-riqueny. Entre 748 i 781 places.
- Sala d'Actuació Carlos Marichal, dedicada al dissenyador de moda, 210 places
- Sala Simfònica Pau Casals, dedicada al violoncelista i el director català recordat per l'enregistrament de les Cello Suites de Bach que va fer de 1936 a 1939. Té 1.300 places i serveix com a seu de l'Orquestra de Simfonica del Puerto Rico.[3]
- Plaza Juan Morel Campos, dedicat al compositor porto-riqueny de danzas. Amb 800 places.
- Teatre Cafè Sylvia Rexach, dedicat a la cantant i compositora de boleros. Sala de concert que ofereix espectacle de cabaret. Té 200 places. Un mural de l'artista local Antonio Martorell decora les seves parets.